# Hans Mokka
Hans Mokka (Temesvár, 1912. május 16. – Németország, 1999. január 9.) bánáti sváb-magyar költő, író, operaénekes, színész.

## Életútja, munkássága
Szülővárosában a Piarista Gimnáziumban érettségizett (1926), nyomdász (1926-44), Temesvárt és Münchenben zenei tanulmányokat végzett. Hadifogságból hazaérkezve előbb a temesvári Állami Opera énekese (1946-56), majd a nagyszebeni Bach-kórus szólistája (1956-68) és a Temesvári Állami Német Színház színésze (1957-68). A temesvári multikulturális környezetben magyar, német, román nyelven beszélt, írt, énekelt vagy előadott.
Első verseit magyarul írta, ezeket egykori iskolájának Harsona c. diáklapja közölte (1928). Két német verseskötete saját szedésében jelent meg (Stille Jugendtage, Temesvár, 1938; Improvisationen, Temesvár, 1943). Dolgozott a Temesvarer Zeitung és a Banater Schrifttum szerkesztőségében, írásait, fordításait, színdarabjait, karcolatait és riportjait a romániai német lapok közlik. Magyarul az Utunk, Igaz Szó, A Hét, Előre hasábjain jelentkezik.
Temesvár régi életét mutatja be Die Hahnenfeder (1967) és Das Traumboot (1971) c. munkáiban; magyarul szülővárosának egykori utcai típusait örökíti meg Árnyképek c. kötete mikro-novelláiban, tollrajzaiban és portrévázlataiban (Temesvár, 1982). Temesvári mesegyűjteménye a Traumhansl und Traumlieschen (1985), újabb verseskötete az Innere Landschaft (1985), anekdotagyűjteménye Das unerwartete Geschenk (1986).
Jecza Péternek ajánlja Dalol a bronz c. verssorozatát (1980), német és magyar versben búcsúztatja Endre Károlyt (1988).
Magánélete: 1948-ban feleségül vette a háborús özvegy Irene Fassel írónőt két gyermekkel, aki ezután felvette második férje nevét: Iréne Mokka (1915–1973). Eredeti leányneve: Irene Albert, Temesváron született és főleg német nyelven alkotott, s itt is hunyt el. Hans Mokka 1991-ben a németországi Darmstadtba költözött.

## Művei
- Árnyképek; Facla, Temesvár, 1982 (Proză scurtă contemporană)
- Promenada amintirilor / Temesvári tanú; ford. Pongrácz P. Mária; Excelsior, Timişoara, 1992
- Árnyékok csillagfényben; szerk., utószó Pongrácz P. Mária; Excelsior, Temesvár, 1995